# Лампкін (Джорджія)
Лампкін (англ. Lumpkin) — місто (англ. city) в США, в окрузі Стюарт штату Джорджія. Населення — 891 особа (2020).

## Географія
Лампкін розташований за координатами 32°2′53″ пн. ш. 84°47′53″ зх. д. / 32.04806° пн. ш. 84.79806° зх. д. (32.048041, -84.798145).  За даними Бюро перепису населення США в 2010 році місто мало площу 4,14 км², з яких 4,10 км² — суходіл та 0,04 км² — водойми.

## Демографія
Згідно з переписом 2010 року, у місті мешкала 2741 особа в 485 домогосподарствах у складі 300 родин. Густота населення становила 662 особи/км².  Було 571 помешкання (138/км²).
Расовий склад населення:
| - 33,2 % — чорних або афроамериканців - 15,4 % — білих - 1,0 % — азіатів - 0,2 % — корінних американців - 49,8 % — осіб інших рас |

До двох чи більше рас належало 0,4 %. Частка іспаномовних становила 51,1 % від усіх жителів.
За віковим діапазоном населення розподілялося таким чином: 9,3 % — особи молодші 18 років, 83,5 % — особи у віці 18—64 років, 7,2 % — особи у віці 65 років та старші. Медіана віку мешканця становила 32,9 року. На 100 осіб жіночої статі у місті припадало 329,0 чоловіків;  на 100 жінок у віці від 18 років та старших — 368,0 чоловіків також старших 18 років.
Середній дохід на одне домашнє господарство  становив 34 700 доларів США (медіана — 24 659), а середній дохід на одну сім'ю — 38 622 долари (медіана — 35 139). Медіана доходів становила 30 417 доларів для чоловіків та 25 477 доларів для жінок. За межею бідності перебувало 36,3 % осіб, у тому числі 53,2 % дітей у віці до 18 років та 30,9 % осіб у віці 65 років та старших.
Цивільне працевлаштоване населення становило 437 осіб. Основні галузі зайнятості: виробництво — 31,8 %, освіта, охорона здоров'я та соціальна допомога — 24,9 %, публічна адміністрація — 8,7 %, роздрібна торгівля — 6,9 %.